# Jack Langrishe

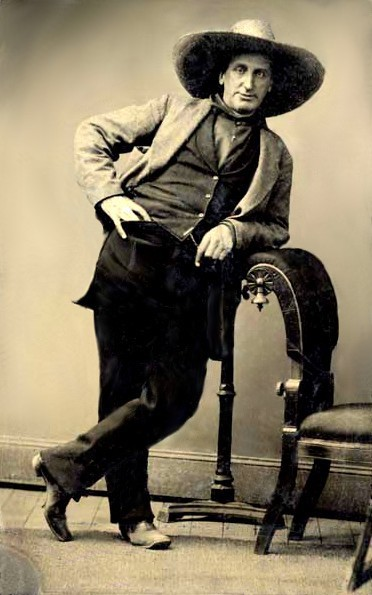
Jack Langrishe

Jack S. Langrishe (New York, 1839 – Wardner, 12 december 1895), bekend als de Comedian of the Frontier of Colonel "Jolly" Jack, was een acteur en impresario die door het Wilde Westen trok om op te treden.
Op 15 juni 1876 arriveerde Langrishe in het Black Hills-goudzoekerskamp Deadwood (South Dakota) en begon het McDaniels Theatre. In dit theater vond het proces voor de moord op Wild Bill Hickok plaats; Jack McCall werd vrijgesproken maar zou later in Yankton alsnog de doodstraf krijgen. Ook vond het eerste huwelijk van Deadwood in het theater plaats.
Jack Langrishe hielp mee om Deadwood op te bouwen en zette zich voor allerlei zaken in, zoals de viering van Independence Day. Hij ging ook theaters beheren in de naburige plaatsen Central City and Lead Nadat een brand in 1879 grote delen van Deadwood in de as legde, trok Langrishe naar Leadville in Colorado. Hij bleef met zijn theatergezelschap echter optreden in Deadwood, Central City en Lead.

## Jack Langrishe in fictie
Jack Langrishe komt voor in boeken en films over het Wilde Westen. In de televisieserie Deadwood, gebaseerd op het Deadwood van de jaren 1870, wordt Langrishe's rol gespeeld door Brian Cox.